# Palais Wittgenstein
Pour les articles homonymes, voir Wittgenstein (homonymie).
Le palais Wittgenstein est un palais qui se situait au 16 de l'actuelle Argentinierstraße à Vienne (Autriche), construit en 1871-1873 par l'architecte Friedrich Schachner pour un client nommé Pranter. 
Le bâtiment est rapidement devenu la possession de la famille Wittgenstein en la personne de l'industriel Karl Wittgenstein, père de neuf enfants dont le philosophe Ludwig Wittgenstein et le pianiste Paul Wittgenstein.
En 1908, Karl décide faire appel au Wiener Werkstätte pour la décoration intérieure.
Dans les années 1920, Hermine Wittgenstein (1874-1950), l'aînée de Karl, célibataire, devient la propriétaire du lieu. Elle y est consignée à résidence entre 1938 et 1945 par les nazis. Le palais est en partie occupé pendant la guerre par des représentants du régime nazi. Il ne subit aucun dommage mais certains biens sont spoliés.
La famille Wittgenstein revend l'immeuble à la Länderbank autrichienne après 1945 et l'ensemble des meubles est dispersé aux enchères.
Le palais est ensuite rasé dans les années 1950 pour être remplacé par des immeubles résidentiels.

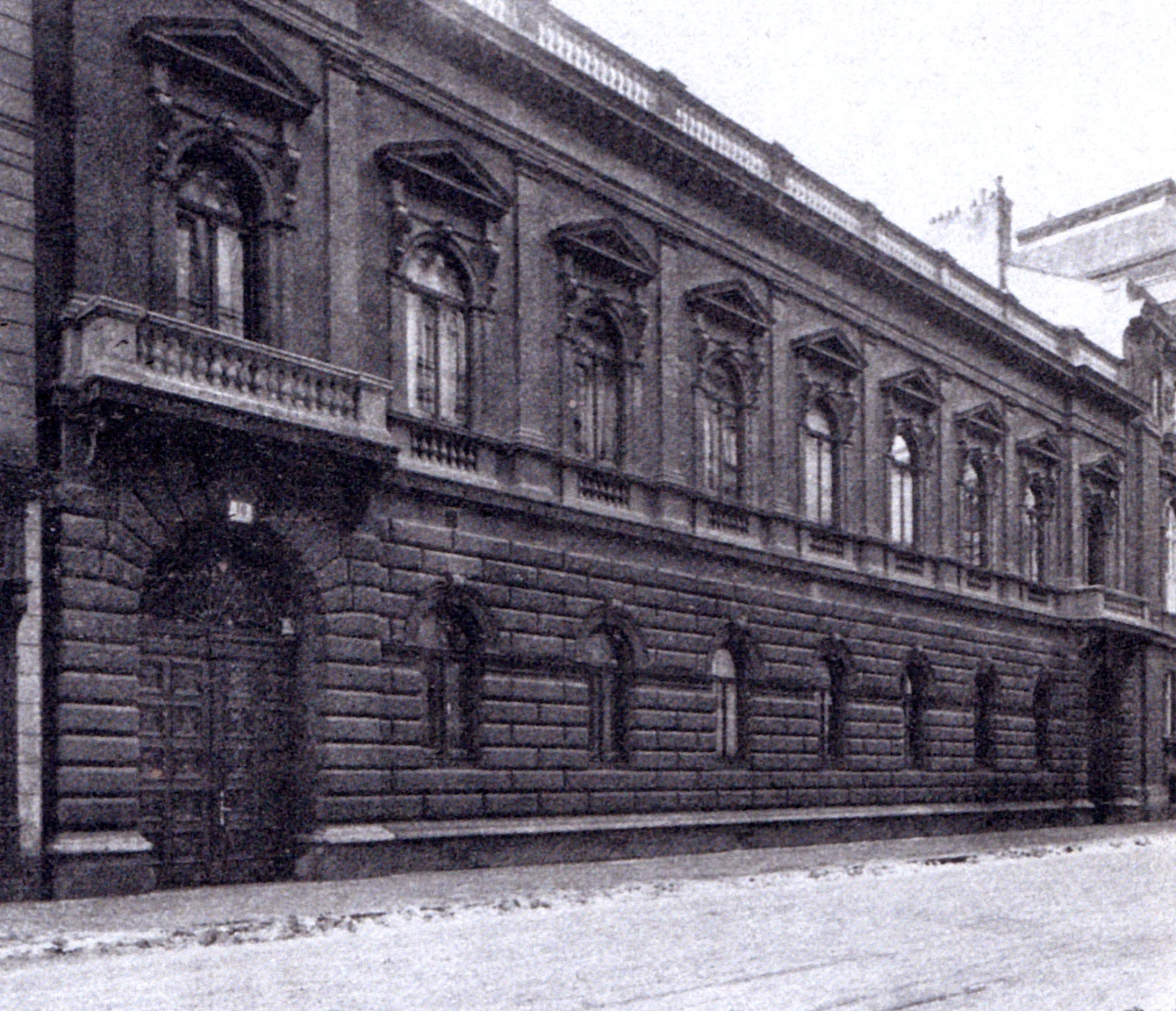
Vue de la façade donnant sur rue (Vienne, 1910).